# Lüsslingen-Nennigkofen
Lüsslingen-Nennigkofen är en kommun i distriktet Bucheggberg i kantonen Solothurn, Schweiz. Kommunen bildades den 1 januari 2013 genom sammanslagningen av kommunerna Lüsslingen och Nennigkofen. Lüsslingen-Nennigkofen har 1 140 invånare (2023).